# Savigny-sous-Mâlain
Savigny-sous-Mâlain ist eine französische Gemeinde mit 233 Einwohnern (Stand: 1. Januar 2022) im Département Côte-d’Or in der Region Bourgogne-Franche-Comté (vor 2016 Bourgogne). Sie gehört zum Arrondissement Dijon und zum Kanton Talant.

## Geographie
Savigny-sous-Mâlain liegt etwa 23 Kilometer westnordwestlich von Dijon. Die Gemeinde wird umgeben von Blaisy-Haut im Norden, Baulme-la-Roche im Nordosten, Mâlain im Osten, Prâlon im Südosten, Mesmont im Süden, Sombernon im Südwesten, Bussy-la-Pesle im Westen und Nordwesten sowie Blaisy-Bas im Nordwesten. 

## Bevölkerungsentwicklung
| Jahr                       | 1962 | 1968 | 1975 | 1982 | 1990 | 1999 | 2006 | 2013 | 2019 |
| Einwohner                  | 153  | 136  | 136  | 139  | 168  | 202  | 200  | 204  | 228  |
| Quellen: Cassini und INSEE |      |      |      |      |      |      |      |      |      |

## Sehenswürdigkeiten

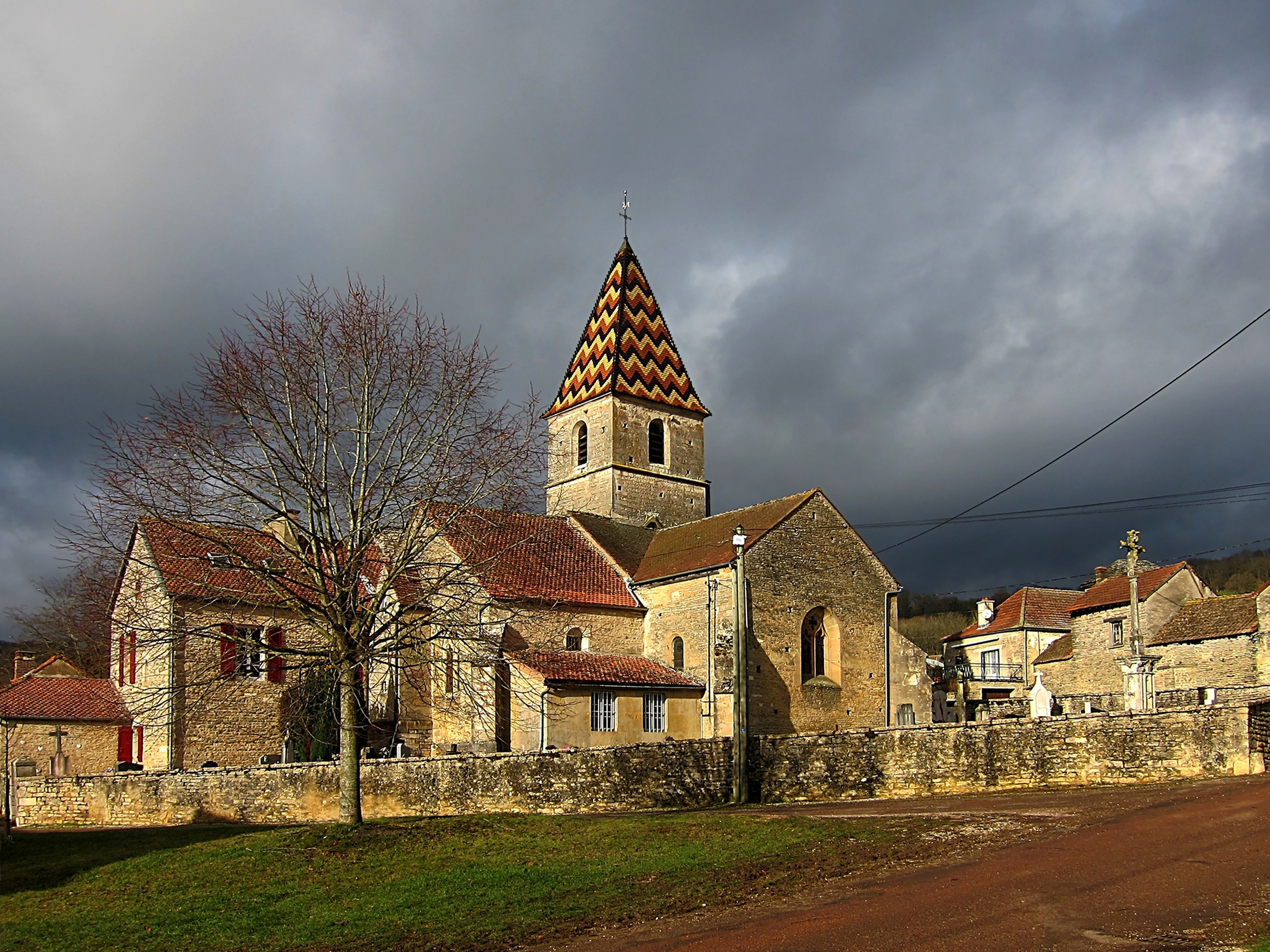
Kirche Saint-Antoine

- Kirche Saint-Antoine